# Колл, Реэна
Реэна Колл (эст. Reena Koll, род. 11 ноября 1996 года, Йыхви) — эстонская прыгунья с шестом. Трёхкратная чемпионка Эстонии (2011, 2014, 2015). Четырёхкратная чемпионка Эстонии в помещении (2013, 2014, 2016, 2019). Обладательница нескольких национальных рекордов Эстонии.

## Биография и карьера
Её отец и тренер — Ханно Колл. У Реэны есть сестра Биргит. Реэна училась в школах Jõhvi Põhikool и Jõgeva в Йыхви.
В 2011 году в возрасте 15 лет выиграла чемпионат Эстонии. Дебютировала на международной арене в 2012 году на чемпионате мира среди юниоров в Барселоне, где заняла лишь 10 место. Пыталась пройти отбор на чемпионат Европы и Олимпиаду 2016, однако не выполнила необходимые квалификационные нормативы.

## Основные результаты
| Год  | Соревнования                 | Место проведения   | Место | Результат    |
| ---- | ---------------------------- | ------------------ | ----- | ------------ |
| 2012 | Чемпионат мира среди юниоров | Барселона, Испания | 10    | 3,80 м       |
| 2013 | Чемпионат мира среди юношей  | Донецк, Украина    | 10    | 3,80 м       |
| 2014 | Чемпионат мира среди юниоров | Юджин, США         | 8     | 4,20 м (NJR) |